# De rare uitvinding
Tom Poes en de rare uitvinding of kortweg De rare uitvinding is het achtste verhaal van de Bommelsaga, geschreven en getekend door Marten Toonder. Het verhaal verscheen voor het eerst op 23 december 1941 en liep tot 27 januari 1942 in stroken in De Telegraaf.
Het thema van het verhaal is massahypnose. Dit is een verkapte verwijzing naar de propaganda van Joseph Goebbels.

## Samenvatting
Tom Poes krijgt plots een slaperig gevoel. Hij besluit om even naar buiten te gaan maar dat helpt niet. Dus trekt hij maar zijn rubberen laarzen aan en gaat zijn buurman Wolle Waf opzoeken. Nadat hij zijn laarzen heeft aangetrokken voelt Tom Poes zich niet meer slaperig. Als hij echter bij zijn buurman aankomt ziet deze eruit als een soort slaapwandelaar. Tom Poes besluit om hulp te zoeken in Rommeldam, helaas zien de inwoners er net hetzelfde uit als Wolle Waf. Commissaris Bulle Bas is nog wel enigszins aanspreekbaar. Op een andere ochtend komt Tom Poes zijn vriend heer Bommel tegen, met in zijn linkerhand een stok met een dichtgeknoopte zakdoek.
Als Tom Poes vraagt waarom hij er zo bij loopt zegt heer Bommel dat hij geen landloper is maar er gewoon op uit gaat trekken. Even later komt hij Wolle Waf tegen met dezelfde uitrusting en die exact hetzelfde zegt als heer Bommel. Niet veel later ziet Tom Poes commissaris Bulle Bas aan het hoofd van een grote groep Rommeldammers die allemaal met een stok en een dichtgeknoopte zakdoek het Donkere Bomen Bos intrekken.Rommeldam is totaal verlaten, tot Tom Poes zijn verbazing ziet hij de voortvluchtige Pietje Kolibrie op laarzen door de stad gaan. 
Tom Poes gaat hem achterna en komt te weten dat professor Sickbock achter de vreemde situatie zit. Deze vertelt dat het slaperige gevoel veroorzaakt wordt door een sterke hypnose door zijn hypnotiseerspiegel. Tom Poes vervangt de zolen van de laarzen door karton zodat de bende dieven ook gehypnotiseerd wordt. Professor Sickbock probeert Tom Poes vast te pakken maar de professor grijpt mis en breekt de spiegel. Nu de hypnose verbroken is kan de politie eindelijk de volledige bende van Pietje Kolibrie gaan arresteren.
De politiebaas belt om versterking en enige tijd later hebben zijn manschappen onder leiding van brigadier Snuf de bende van Pietje Kolibrie gearresteerd.
Op weg naar huis komt Tom Poes heer Bommel weer tegen, zittend aan de kant van de weg. De twee gebruiken gezamenlijk een klein feestmaal.

## Voetnoot
1. ↑  Tom Poes en de rare uitvinding | De Bommel schatkamer. www.heerbommel.info. Geraadpleegd op 25 september 2023.
2. ↑  De commissaris loopt ook op laarzen.
3. ↑  Tom Poes gebruikt later veelvuldig deze manier om eropuit te trekken, zo ook in het allerlaatste plaatje 01768 van Het einde van eindeloos.
4. ↑  Zie Het verdwijneiland.